# 2543 Machado
2543 Machado este un asteroid din centura principală, descoperit pe 1 iunie 1980 de Henri Debehogne.